# Iglesia de San Moisés (Venecia)
La iglesia de San Moisés es un lugar de culto católico de estilo barroco, ubicado en Venecia, en el norte de Italia.

## Historia
Fue edificada en el siglo VIII. Al lo largo del dominio bizantino de la ciudad fue dedicada al culto de Moisés. 
En la liturgia del Patriarcado de Venecia, que es una iglesia sui iuris, los profetas del Antiguo Testamento son considerados santos. La iglesia también honra la memoria de Moisè Venier, quien en el transcurso del siglo IX asumió los costos de reconstrucción del complejo sagrado.
Junto con las iglesias de Santa Maria Zobenigo, San Fantin, Santa Croce degli Armeni y la Basílica de San Marcos, es una de las iglesias parroquiales que pertenecen al Vicariato de San Marco-Castello.

## Exterior
La fachada, que data de 1668, es extremadamente rica en esculturas que se han atribuido en parte al artista alemán Heinrich Meyring. El diseño arquitectónico se atribuye a Alessandro Tremignon quien trabajó bajo el patrocinio de Vincenzo Fini, como se muestra en un busto conmemorativo colocado cerca de la puerta de entrada principal. 
La colocación del busto dentro de la fachada y encima de la entrada permitió a Fini celebrar públicamente su riqueza y, en particular, su entrada en el Libro de Oro de la nobleza veneciana, superando efectivamente la prohibición de instalar estatuas en el interior de las plazas públicas de la Serenissima.

## Interior
El interior de la iglesia está dominado por el vasto programa mural de estilo manierista de Temignon y Meyring, que culmina con el retablo de Moisés recibiendo las tablas de la ley en el Monte Sinaí. También se conservan un óleo sobre tabla de Michelangelo Morlaiter, el Lavatorio de los pies de Tintoretto, la Última Cena de Palma el Joven y el retablo de la Deposición, pintado en 1636 por Niccolò y Sebastiano Roccatagliata.
La iglesia alberga los restos mortales de John Law, fundador de la Compañía del Misisipi.

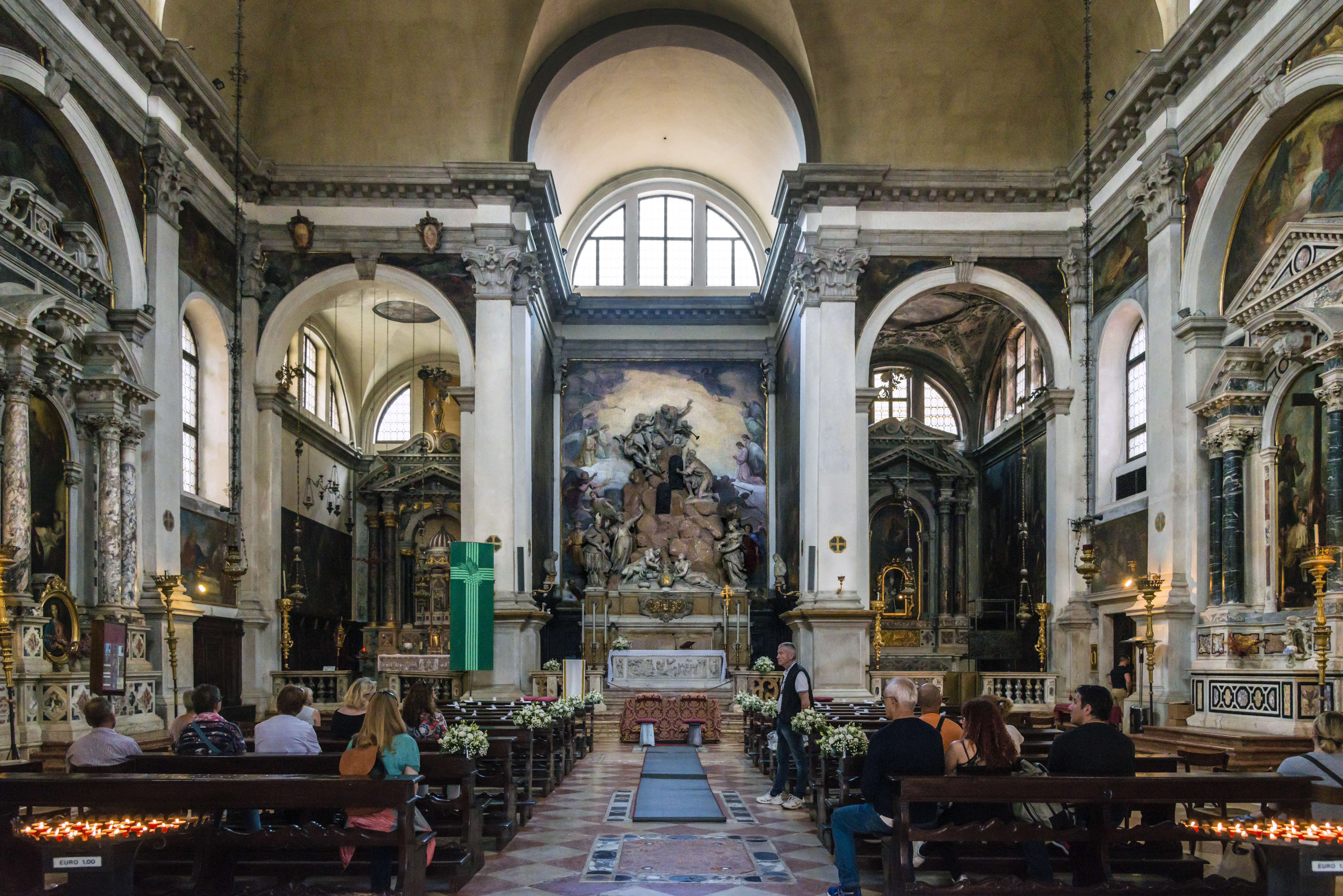
Vista del interior
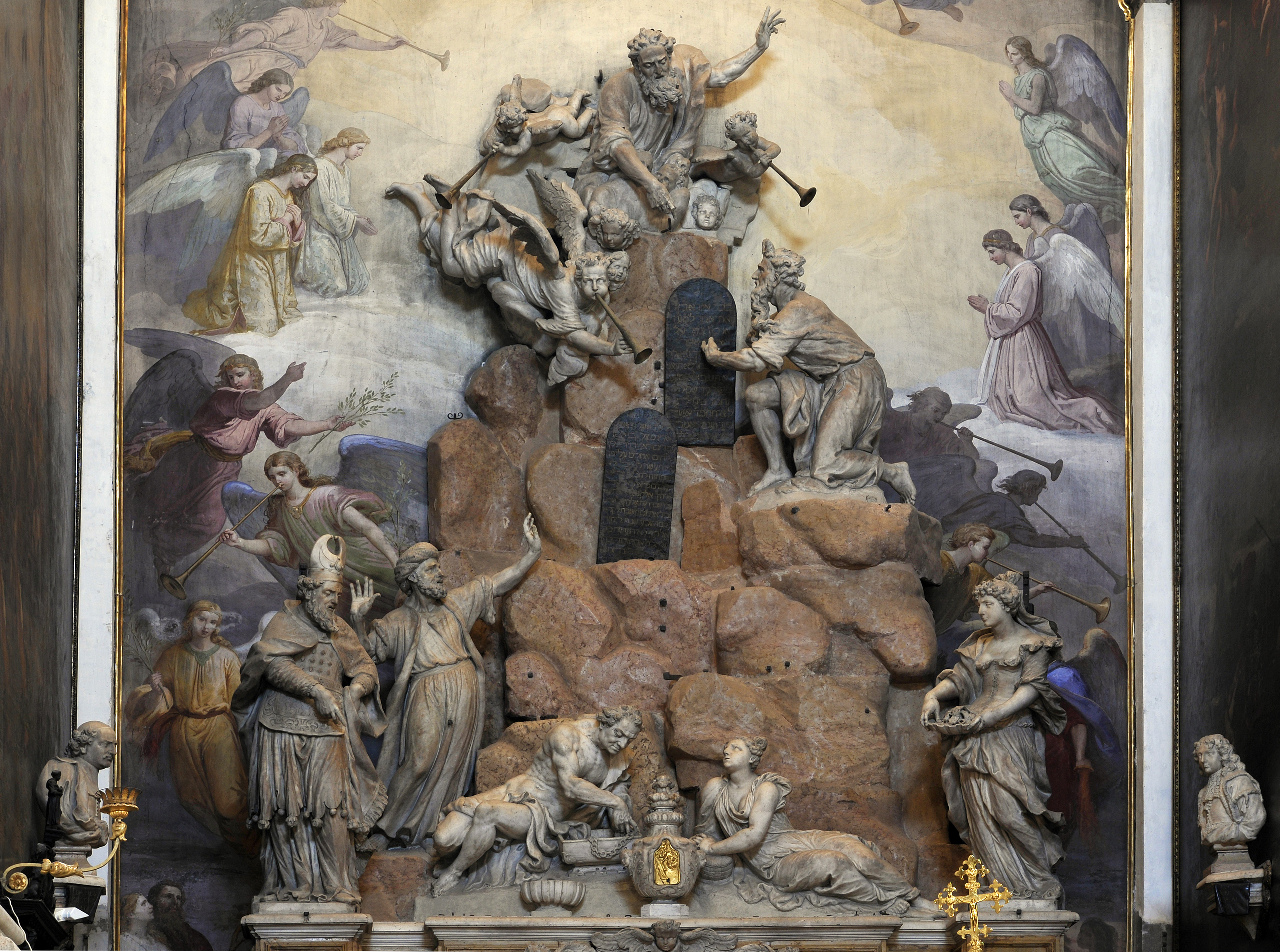
Retablo mayor con esculturas de Meyring y pinturas de Morlaiter
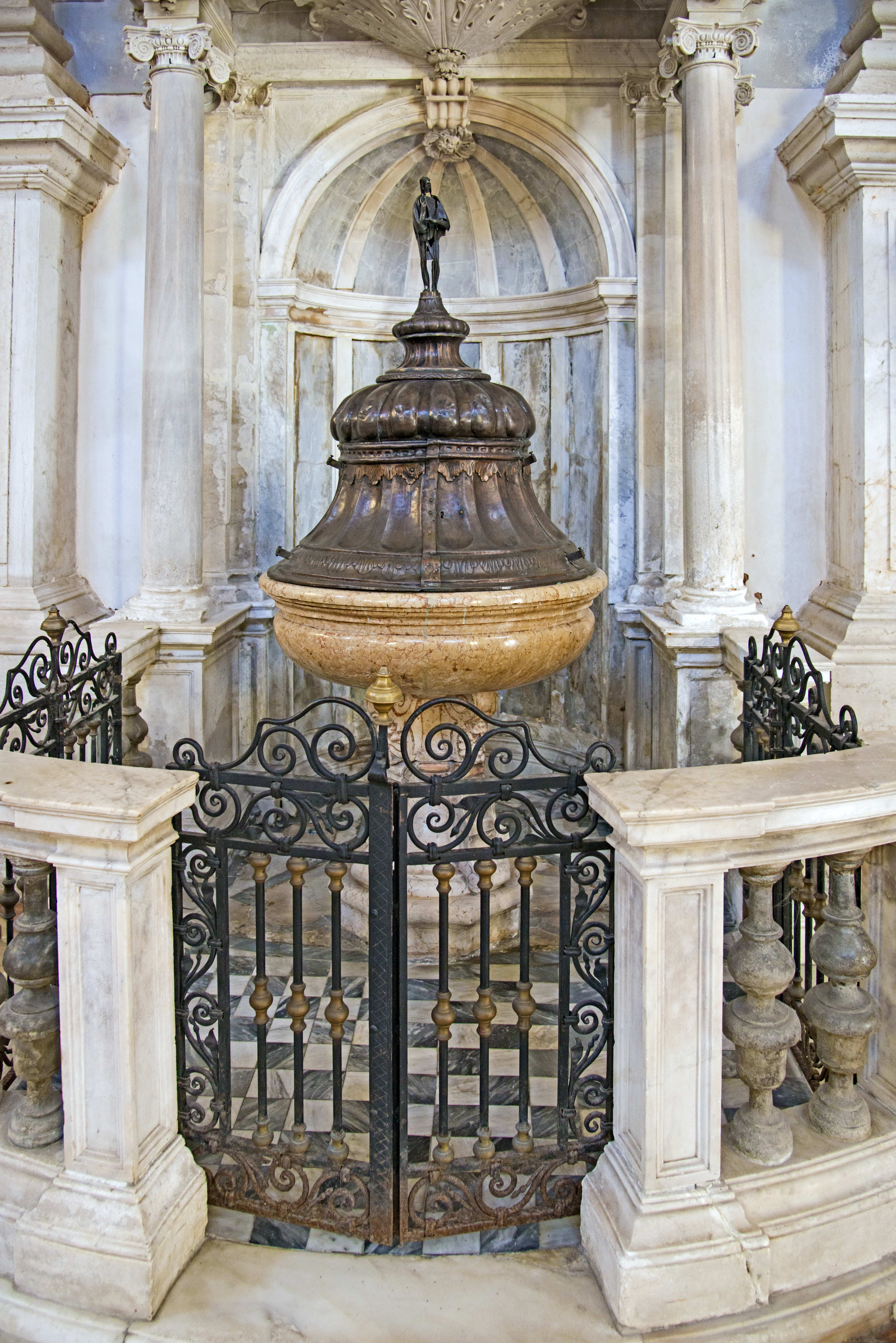
Pila bautismal
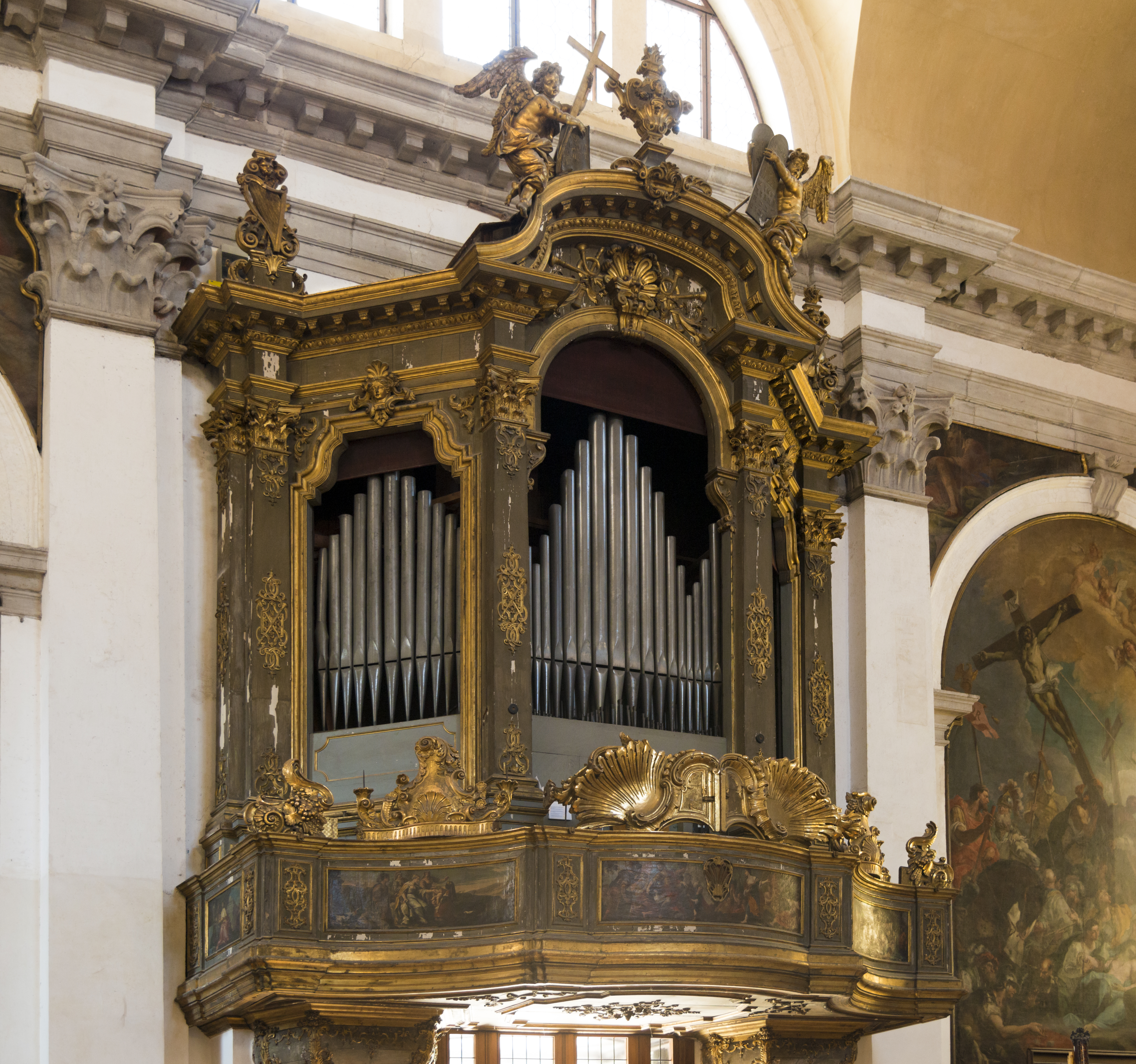
Organo
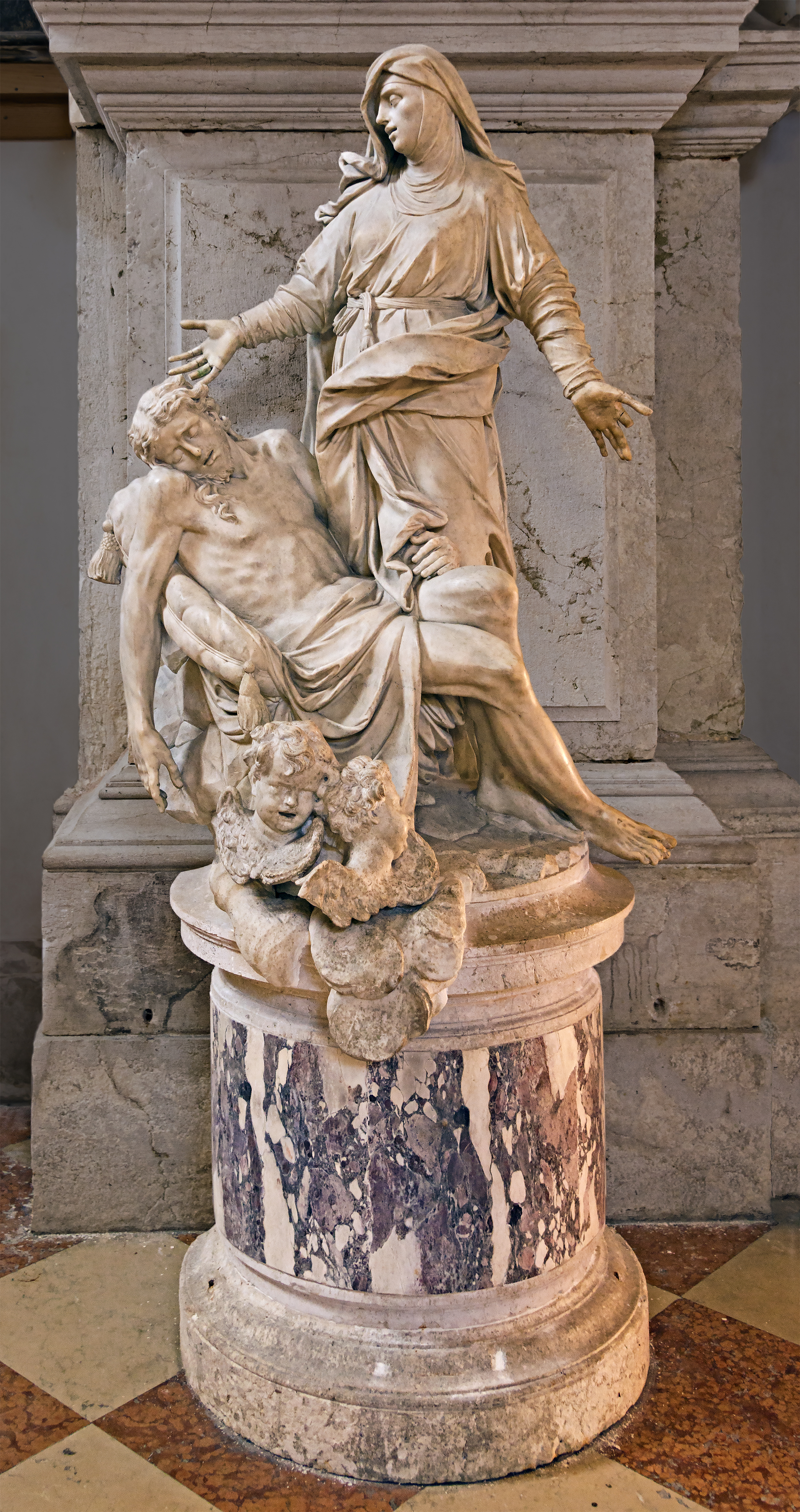
Piedad, obra de Antonio Corradini
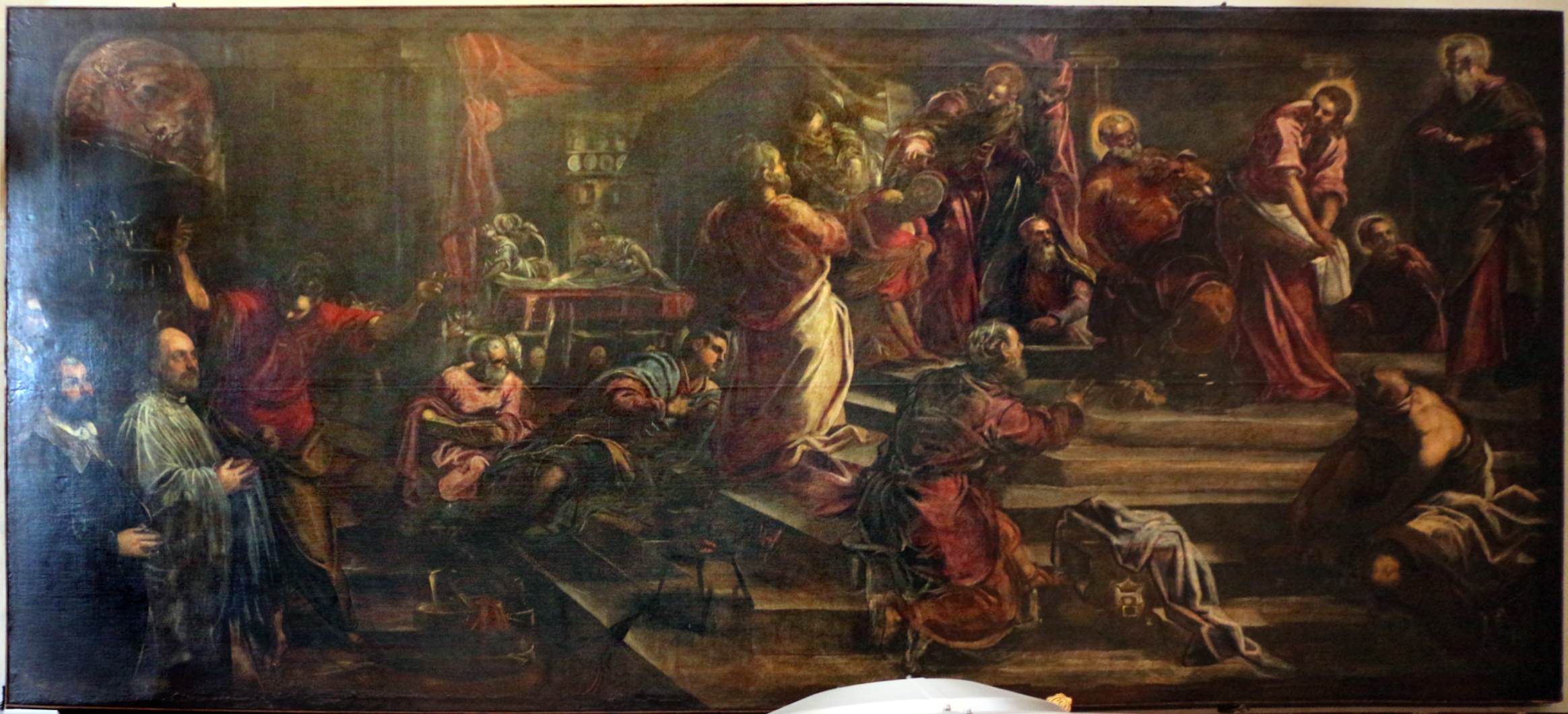
Lavatorio de los pies y Agonía en el huerto de Getsemaní (obras de Tintoretto).